# Jagten
Jagten (traducida en Hispanoamérica como La cacería y en España como La caza) es una película danesa de 2012 dirigida por Thomas Vinterberg y protagonizada por Mads Mikkelsen. Se exhibió por primera vez en el Festival Internacional de Cine de Toronto en 2012. Ganó 16 premios y tuvo más de 20 nominaciones.

## Sinopsis
Lucas pertenece a una comunidad rural danesa muy unida. Extraña a su hijo adolescente, Marcus, quien vive la mayor parte del tiempo con su exesposa, pero se lleva bien con los niños pequeños de la guardería local donde ha trabajado desde que cerró la escuela donde enseñaba. Cuando Marcus dice que quiere vivir con Lucas y Lucas empieza a salir con Nadja, una compañera de trabajo, su suerte parece mejorar.
Klara, hija de Theo, el mejor amigo de Lucas, y alumna del jardín de infancia de Lucas, tiende a alejarse sola cuando sus padres discuten, y Lucas la encuentra ocasionalmente cuando está sola y la ayuda. Él se adapta a su aversión a pisar grietas y le dice que puede pasear a su perra Fanny cuando quiera. Con el tiempo, Klara se enamora de Lucas. Cuando lo besa en la boca y le da un pequeño regalo, él la rechaza con suavidad y ella se desanima. Usando detalles de una foto pornográfica que le mostró un amigo de su hermano mayor, Klara hace comentarios que llevan a Grethe, la directora del jardín de infancia, a creer que Lucas se exhibió ante ella. Grethe invita a un conocido a entrevistar a Klara, y después de que Klara asiente en respuesta a las preguntas capciosas del hombre , Grethe, que no cree que los niños mientan sobre tales cosas, alerta a las autoridades e informa a los padres de los niños que asisten al jardín de infancia. Más tarde, Klara contradice su historia inicial, pero los adultos lo interpretan como el resultado de la negación de lo que le sucedió.
Lucas pierde su trabajo, su amistad con Theo se destruye y la comunidad lo rechaza, considerándolo pedófilo y paria. Debido al lenguaje impreciso y al secretismo de la investigación, desconoce qué se le atribuye, pero finalmente se entera de que podría haber sido acusado de abusar de varios niños. La tensión de esta revelación lo lleva a romper con Nadja al creer que ella duda de su inocencia.
Marcus huye de su madre para estar con Lucas. Tras una visita al supermercado, donde le dicen que ni él ni su padre son bienvenidos, ve a Lucas siendo arrestado por la policía. Sin poder entrar, Marcus va a pedirle a Theo una llave de repuesto y termina discutiendo con varios adultos por confrontar a Klara y preguntarle por qué mintió sobre su padre. Bruun, un amigo de Lucas, lo acoge y cree que Lucas es inocente. Bruun le dice a Marcus que Lucas tiene una audiencia por la mañana y que espera que se desestime el caso, ya que ha oído que todos los relatos de los niños sobre el abuso mencionan los mismos detalles del sótano de la casa de Lucas, que no tiene sótano.
Lucas es liberado, pero alguien mata a su perro y le lanza una piedra enorme por la ventana, así que envía a Marcus de vuelta con su exesposa y entierra a Fanny. En Nochebuena, el personal del supermercado lo golpea y lo echa; sin embargo, regresa y le da un cabezazo al carnicero para recuperar sus compras y comprarlas. Theo y su esposa ven a Lucas salir cojeando del supermercado sangrando por la cabeza, y Lucas luego los nota susurrando durante el servicio religioso de Navidad. Lucas ataca a Theo frente a la congregación y lo reta a mirarlo a los ojos en busca de una señal de que está mintiendo sobre su inocencia, ya que Theo había declarado previamente que siempre puede saber cuándo Lucas miente. Lucas es escoltado fuera de la iglesia. Cuando Theo visita a Klara en su habitación esa noche, ella reafirma que Lucas no le hizo nada malo. Theo le lleva comida y alcohol a Lucas, y los dos hombres se sientan juntos y conversan.
Para el otoño siguiente, la tensión en la comunidad había disminuido, los amigos de Lucas lo saludaban de nuevo como antes, y él y Nadja habían vuelto. Marcus recibió su primer rifle en una ceremonia en casa de Bruun. Después, Lucas y Klara se reencontraron, y él la cargó en brazos para que no tuviera que pisar grietas. Los hombres adultos salieron de caza a la finca circundante. Cuando Lucas estaba solo, una bala lo esquivó por poco y dio en un árbol. Se giró y observó cómo el tirador, recortado contra el sol, recargaba su rifle y lo apuntaba a Lucas por un instante antes de huir.

## Reparto
- Mads Mikkelsen - Lucas
- Thomas Bo Larsen - Theo
- Annika Wedderkopp - Klara
- Lasse Folgelstrøm - Marcus
- Susse Wold - Grethe
- Alexandra Rapaport - Nadja

## Recepción
La película recibió aclamación universal por la crítica. Tiene un rating de 93% en Rotten Tomatoes basado en 134 revisiones, con un promedio de 7.82/10 En Metacritic,  tiene una puntuación de 77/100 basado en 30 críticas, indicando "revisiones generalmente favorables".

## Premios y nominaciones
- 2012: seleccionada para competir en el 65.º Festival de Cannes donde Mads Mikkelsen obtuvo el premio a la interpretación masculina.[3]
- 2012: Festival de Cannes, Thomas Vinterberg ganó el premio del jurado Ecuménico.[4]
- 2012: Thomas Vinterberg nominado a la Palma de Oro en el festival de Cannes.[4]
- 2012: Annika Wedderkopp fue nominada por el Phoenix Film Critics Society Awards como mejor actuación juvenil.[5]
- 2012: Premios del Cine Europeo: Mejor guion. Cinco nominaciones incluyendo mejor película.[6]
- 2012: Premios BAFTA: Nominada a mejor película en habla no inglesa.[7]
- 2012: Festival de Sevilla: Sección oficial largometrajes a concurso.[8]
- 2012: Dallas-Fort Worth Film Critics Association Awards, segundo puesto en el DFWFCA Award como mejor película extranjera.[4]
- 2013: Globos de Oro: Nominada a mejor película extranjera.[9]
- 2013: Ganadora del Nordic Council's Film Prize.[4]
- 2013: Chicago Film Critics Association Awards, nominada como mejor película extranjera al CFCA Award.[4]
- 2013: National Board of Review (NBR),(Asociación de Críticos Norteamericanos): Top mejores películas extranjeras del año.[10]
- 2013: Independent Spirit Awards: Nominada a Mejor película extranjera.[11]
- 2013: Satellite Awards: Nominada a mejor película extranjera.[12]
- 2014: Broadcast Film Critics Association Awards, Nominada a mejor película extranjera.[4]
- 2014: Central Ohio Film Critics Association, nominada al COFCA Award como mejor película extranjera.[4]
- 2014: Independent Spirit Awards, nominada a mejor película extranjera.[4]